# Övre Virken
Övre Virken är en sjö i Åtvidabergs kommun i Östergötland och ingår i Storåns huvudavrinningsområde. Sjön har en area på 0,936 kvadratkilometer och ligger 106,1 meter över havet.

## Delavrinningsområde
Övre Virken ingår i det delavrinningsområde (644974-150763) som SMHI kallar för Utloppet av Nedre Virken. Medelhöjden är 124 meter över havet och ytan är 6,09 kvadratkilometer. Räknas de 2 avrinningsområdena uppströms in blir den ackumulerade arean 22,48 kvadratkilometer. Vattendraget som avvattnar avrinningsområdet har biflödesordning 2, vilket innebär att vattnet flödar genom totalt 2 vattendrag innan det når havet efter 52 kilometer. Avrinningsområdet består mestadels av skog (80 procent). Avrinningsområdet har 0,97 kvadratkilometer vattenytor vilket ger det en sjöprocent på 9,4 procent.